# Mannschaftsmeisterschaft in Judo 1967
Die Mannschaftsmeisterschaft 1967 ermittelte zum 9. Mal den Österreichischen Mannschaftsmeisters im Judo. Sie wurde vom Österreichischen Judoverband ausgetragen. Sieger war zum 2. Mal der Vereinsgeschichte der PSV Salzburg.

## Abschlusstabelle
| Position | Mannschaft              | Stadt    |
| 1        | PSV Salzburg            | Salzburg |
| 2        | ASKÖ Graz               | Graz     |
| 3        | Wiener Verkehrsbetriebe | Wien     |

Stand: 2025-01-13